# Gemengd team op de Olympische Zomerspelen 1896
Op de Olympische Zomerspelen 1896, gehouden in Athene (Griekenland), was het toegestaan om samen met iemand uit een ander land een gemengd team te vormen. Het Internationaal Olympisch Comité (IOC) groepeert tegenwoordig hun resultaten onder de noemer gemengd team met als IOC-code ZZX.
Alleen in het dubbelspel bij het tennis kwamen gemengde teams uit. Alle drie medailles werden door gemengde teams gewonnen.

## Medailleoverzicht
| Sport  | Olympiër                                            | Discipline     | Medaille |
| ------ | --------------------------------------------------- | -------------- | -------- |
| Tennis | GBR John Pius Boland GER Friedrich Traun            | dubbelspel (m) | Goud     |
| Tennis | GRE Dionysios Kasdaglis GRE Demetrios Petrokokkinos | dubbelspel (m) | Zilver   |
| Tennis | AUS Teddy Flack GBR George S. Robertson             | dubbelspel (m) | Brons    |

Australië · Bulgarije · Chili · Denemarken · Duitsland · Frankrijk · Griekenland · Groot-Brittannië · Hongarije · Italië · Oostenrijk · Verenigde Staten · Zweden · Zwitserland · Gemengde teams